# Camel Group
Camel Group Co., Ltd. – chińskie przedsiębiorstwo projektowo-wytwórcze założone w 1980 roku, specjalizujące się w produkcji technologii akumulatorów litowo-jonowych do pojazdów elektrycznych. Jest jednym z największych na świecie producentów podzespołów do samochodów elektrycznych.
W 2017 przedsiębiorstwo zainwestowało kwotę 30 milionów euro w chorwackiego producenta samochodów elektrycznych Rimac Automobili, stając się od tego czasu jednym z jego czterech głównych udziałowców. Poczynając od 2019 roku firmy zacieśniły współpracę, wspólnie budując fabrykę układów elektrycznych w chińskim Xiangyang.